# Pedro Ruiz La Rosa
Pedro Domingo Ruiz La Rosa, plus connu sous le nom de "Pedrito" Ruiz, né le 6 juillet 1947 à Huaral (Pérou), est un footballeur international péruvien. 
Jouant au poste de milieu de terrain, il est considéré comme le plus grand joueur du club de sa ville natale, l'Unión Huaral. 
Son frère, Daniel Ruiz La Rosa, footballeur de l'Universitario de Deportes, a fini trois fois meilleur buteur du championnat du Pérou à la fin des années 1950.

## Biographie

### Carrière en club
"Pedrito" Ruiz a marqué de son empreinte le football péruvien des années 1970 et 1980 au point de devenir un joueur adulé du public et de la presse spécialisée,. Il a commencé sa carrière au club Oscar Berckemeyer de Huaral en 1966, mais c'est dans un autre club de sa ville natale qu'il se fera connaître: l'Unión Huaral, qu'il emmène à la 2e place du championnat du Pérou en 1974 avant de décrocher le championnat deux ans plus tard, victoire historique puisque la première obtenue par un club non issu de la conurbation Lima-Callao.
Il avait pourtant été champion du Pérou en 1973 avec un autre club, le Defensor Lima. Il sera sacré une troisième fois, dix ans plus tard, avec le Sporting Cristal grâce notamment au duo formé avec un autre international péruvien issu de Huaral, Jorge Hirano. Revenu à l'Unión Huaral en 1985, il aura une brève expérience d'entraîneur-joueur en 1986 avant de raccrocher les crampons en 1988.
Milieu de terrain cérébral, d'une grande justesse dans les passes, spécialiste des coups de pied arrêtés, la carrière de Pedro Ruiz a cependant été limitée par son penchant pour la nuit et sa phobie des avions, ce qui l'a empêché de s'expatrier dans un football plus compétitif a contrario d'autres stars péruviennes de l'époque comme Teófilo Cubillas, Hugo Sotil ou César Cueto.

### Carrière en équipe nationale
Malgré son grand talent, il n'a joué que peu de matchs avec l'équipe du Pérou (sept en tout, entre 1975 et 1979, aucun but marqué). Il a tout de même disputé trois matchs de la Copa América 1975, que le Pérou a remporté.

### Carrière d'entraîneur
Pedro Ruiz est nommé entraîneur de son club de toujours, l'Unión Huaral, en 2002 alors que le club se trouvait en 2e division. Après une fin de saison en boulet de canon où l'Unión Huaral remporte les neuf derniers matchs qu'il dispute, le club est proclamé champion de D2 et retrouve l'élite dès 2003.

## Palmarès

### Palmarès de joueur

#### En club
| Defensor Lima - Championnat du Pérou (1) : - Champion : 1973. |  | Unión Huaral - Championnat du Pérou (1) : - Champion : 1976. - Vice-champion : 1974. |  | Sporting Cristal - Championnat du Pérou (1) : - Champion : 1983. |

#### En équipe nationale
Pérou
- Copa América (1) :
  - Vainqueur : 1975.

### Palmarès d'entraîneur
Unión Huaral
- Championnat du Pérou D2 (1) :
  - Champion : 2002.